# Драгомир Бојанић Гидра
Драгомир Бојанић Гидра (Крагујевац, 13. јун 1933 — Београд, 11. новембар 1993) био је српски и југословенски филмски, телевизијски и позоришни глумац. Остварио је преко сто улога у филмовима и ТВ серијама, а филмски серијал Луде године је обележио његову каријеру, а улога Жике Павловића у том серијалу сматра се ремек делом српског глумишта. Био је ожењен глумицом Љиљаном Контић.

## Биографија
Гидра је рођен у Крагујевцу 13. јуна 1933. године. У раној младости живот га је поставио пред највеће изазове, пошто је након Другог светског рата изгубио оба родитеља и остао сироче. Гидрина мајка Новка умрла је од туберкулозе, а када је глумац имао девет година, стрељали су његовог оца Јоцу, који је био официр Југословенске војске и припадник Гарде. Губитак породице није успео да сломи његов дух, па је у родном граду завршио Средњу школу за прераду меса, воћа и поврћа. Имао је и квалификацију стечену у СТШ Крагујевац за хемијско-технолошки одсек. Након матуре, годину дана радио је у фабрици конзерви „Црвена звезда“, али је волео уметност и сцену, те уписује Академију за позоришну уметност у Београду, у класи професора Раше Плаовића.

### Позориште
Био је члан аматерског позоришта „Света Младеновић“ из којег је прешао у Крагујевачко народно позориште, чији је био дугогодишњи члан. Потом уписује Академију за позоришну уметност и, као студент прве године, почиње да игра Миткета у Народном позоришту у представи Коштана, остваривши прву велику улогу. Од 1964. до 1966. године био је члан Југословенског драмског позоришта (ЈДП) у Београду.

### Филм
Филмску каријеру започиње 1955. године епизодном улогом у филму Жике Митровића Ешалон доктора М., након које је уследио богати кинематографски опус. Главне и веће споредне улоге је играо у више од тридесет домаћих филмова, а снимао је и у Италији. Под псеудонимом „Ентони Гидра“ (Anthony Ghidra), Драгомир Бојанић је шездесетих година у Италији снимио десетак вестерна и акционих филмова. Надимак Гидра (Qhidra) у преводу значи „змија”. За улогу у филму Балада о револверашу (1967) режисера А. Калтабијана добио је и награду.
На фестивалу у Пули 1974. године је освојио Златну арену за улогу партизана Тадије Чемеркића у филму Радомира Шарановића Свадба (1973) насталом према истоименом роману Михаила Лалића. Иако је снимио велики број филмова, највећу популарност, широм СФРЈ, стекао је улогом Жике Павловића — коју је, у десет делова филма Луде године, играо од 1977. до 1992. године. Такође је остао познат и по улози каплара Јанићија у филму Марш на Дрину, Жике Митровића из 1964. године.

### Телевизија
Највећу популарност на телевизији је стекао 1972. године, улогом мајстор Лалета у серији Мајстори. Такође је остао познат и по улози агента Микуле у серији Повратак отписаних из 1978, као и Крстивоја Крстића у популарној серији Врућ ветар из 1980. године.

### Породица
Његова супруга, Љиљана Контић, такође је била глумица. Венчали су се 1966. године. Са њом има ћерку Јелену, рођену 1970. године.

### Крај живота
Преминуо је 11. новембра 1993. године, у Београду, од рака јетре. Током лечења био је на Војномедицинској академији (ВМА) у Београду. Сахрањен је у Алеји заслужних грађана на Новом гробљу у Београду.

## Филмографија
|                   | 1950 ▼ | 1960 ▼ | 1970 ▼ | 1980 ▼ | 1990 ▼ | Укупно |
| ----------------- | ------ | ------ | ------ | ------ | ------ | ------ |
| Дугометражни филм | 6      | 23     | 19     | 28     | 4      | 80     |
| ТВ филм           | 0      | 9      | 8      | 0      | 0      | 17     |
| ТВ серија         | 0      | 1      | 9      | 3      | 0      | 13     |
| ТВ кратки филм    | 0      | 0      | 2      | 1      | 0      | 3      |
| Укупно            | 6      | 33     | 38     | 32     | 4      | 113    |

| Год.     | Назив                                      | Улога                                                |
| -------- | ------------------------------------------ | ---------------------------------------------------- |
| 1950-е ▲ |                                            |                                                      |
| 1955.    | Ешалон доктора М.                          |                                                      |
| 1955.    | Шолаја                                     | Јокан                                                |
| 1956.    | Последњи колосек                           | Јордан Поповски                                      |
| 1957.    | Зеница                                     | Радник у железари                                    |
| 1958.    | Кроз грање небо                            | Партизан                                             |
| 1958.    | Рафал у небо                               |                                                      |
| 1960-е ▲ |                                            |                                                      |
| 1960.    | Дан четрнаести                             | Табаџија                                             |
| 1960.    | Боље је умети                              | Силеџија                                             |
| 1961.    | Јерма                                      |                                                      |
| 1961.    | Лето је криво за све                       | Милиционер                                           |
| 1961.    | Сибирска леди Магбет                       | (као Драгомир Гидра Бојанић)                         |
| 1961.    | Први грађанин мале вароши                  | Милиционер Јаблан                                    |
| 1962.    | Мачак под шљемом                           | Мартин                                               |
| 1963.    | Необичне делије                            |                                                      |
| 1964.    | Бубурос (ТВ)                               | Андре                                                |
| 1964.    | Марш на Дрину                              | Каплар Јанићије                                      |
| 1964.    | Међу лешинарима                            | Џо                                                   |
| 1965.    | Сигурно је сигурно                         |                                                      |
| 1965.    | Доћи и остати                              | Радован                                              |
| 1965.    | Поподне једног Фауна                       |                                                      |
| 1965.    | Инспектор                                  |                                                      |
| 1965.    | Три                                        | Жандар                                               |
| 1965.    | Акција инспектора Рукавине                 |                                                      |
| 1965.    | Француске краљице                          |                                                      |
| 1965.    | Суданија (ТВ филм)                         |                                                      |
| 1966.    | Воз који носи наочаре                      |                                                      |
| 1966.    | Сретни умиру двапут                        | Четнички војвода Дача (као Драгомир Гидра Бојанић)   |
| 1966.    | Штићеник                                   |                                                      |
| 1967.    |                                            |                                                      |
| 1967.    |                                            |                                                      |
| 1968.    |                                            |                                                      |
| 1968.    | Биће скоро пропаст света                   | Пилот Миле Симић „Миланче“                           |
| 1968.    |                                            |                                                      |
| 1968.    |                                            |                                                      |
| 1968.    | У раскораку                                | Јаблан Јездић                                        |
| 1969.    | Низводно од сунца                          | Бајо Бакић                                           |
| 1969.    | ТВ Буквар (серија)                         | Мика Којић                                           |
| 1969.    | Осека                                      |                                                      |
| 1970-е ▲ |                                            |                                                      |
| 1970.    | Бели зечеви                                |                                                      |
| 1970.    | Једанаеста заповијед                       | Драч Вуковић                                         |
| 1970.    | Бурдуш                                     | Раде Лазић                                           |
| 1970.    | Жарки                                      | Жарки                                                |
| 1971.    | Чеп који не пропушта воду (ТВ)             | Змаја                                                |
| 1971.    | Балада о свирепом...                       | Петар                                                |
| 1971.    | Дан дужи од године                         | Металац                                              |
| 1971.    | Леваци (серија)                            | Толе Балабановић                                     |
| 1971.    | Доручак са ђаволом                         | Каран                                                |
| 1972.    | Како су се волеле две будале (кратки филм) | Саботер                                              |
| 1972.    | Заслуге                                    |                                                      |
| 1972.    | Слике из живота ударника                   |                                                      |
| 1972.    | Изданци из опаљеног грма (серија)          | Мајор Светислав Глишић                               |
| 1972.    | Валтер брани Сарајево                      | Кондор                                               |
| 1972.    | Мајстори (серија)                          | Мајстор Лале                                         |
| 1973.    | Милојева смрт (ТВ)                         | Мартин                                               |
| 1973.    | Свадба                                     | Тадија Чемеркић                                      |
| 1973.    | Велики проналазач (серија)                 |                                                      |
| 1973.    | Образ уз образ (серија)                    | Гидра                                                |
| 1973.    | Позориште у кући (серија)                  | Срндач                                               |
| 1973.    | Опасни сусрети (серија)                    | Мрки                                                 |
| 1974.    | Валтер брани Сарајево (ТВ серија)          | Кондор                                               |
| 1974.    | Обешењак                                   |                                                      |
| 1974.    | Отписани                                   | Микула                                               |
| 1975.    | Црвена земља                               | Аврам Вранић                                         |
| 1975.    | Оковани шофери                             | Кузњец                                               |
| 1976.    | Врхови Зеленгоре                           | Снајпериста                                          |
| 1976.    | Метак у леђа                               | Јован Шкавовић Шкава                                 |
| 1976.    | Војникова љубав                            | Старији водник Поп                                   |
| 1976.    | Повратак отписаних                         | Микула                                               |
| 1977.    | Бештије                                    | Поп                                                  |
| 1977.    |                                            | Мехмед                                               |
| 1977.    | Луде године                                | Живорад „Жика” Павловић                              |
| 1978.    | Двобој за јужну пругу                      | Станковић                                            |
| 1978.    | Вучари Доње и Горње Полаче                 |                                                      |
| 1978.    | Љубав и бес                                | разбојник                                            |
| 1978.    | Отписани (ТВ филм)                         | Микула                                               |
| 1978.    | Повратак отписаних (ТВ серија)             | Микула                                               |
| 1979.    | Седам плус седам                           | Гидра                                                |
| 1979.    | Прва српска железница                      | Ранко Тајсић                                         |
| 1980-е ▲ |                                            |                                                      |
| 1980.    | Песме о јелу и пићу                        |                                                      |
| 1980.    | Дошло доба да се љубав проба               | Живорад „Жика” Павловић                              |
| 1980.    | Врућ ветар                                 | Једноруки Крстивоје                                  |
| 1981.    | Љуби, љуби, ал’ главу не губи              | Живорад „Жика” Павловић                              |
| 1982.    | 13. јул                                    | Говорник                                             |
| 1983.    | Хало такси                                 | Јумба                                                |
| 1983.    | Какав деда такав унук                      | Живорад „Жика” Павловић                              |
| 1983.    | Тимочка буна                               | Љуба Дидић                                           |
| 1983.    | Иди ми, дођи ми                            | Живорад „Жика” Павловић                              |
| 1984.    | Пази шта радиш                             | Недељковић, Мирјанин отац и председник кућног савета |
| 1984.    | Лазар                                      | поднаредник                                          |
| 1984.    | Шта се згоди кад се љубав роди             | Живорад „Жика” Павловић                              |
| 1984.    | Шта је с тобом, Нина                       | Возач аутобуса                                       |
| 1985.    | Држање за ваздух                           | Доктор                                               |
| 1985.    | Индијско огледало                          | Јавор                                                |
| 1985.    | Жикина династија                           | Живорад „Жика” Павловић                              |
| 1985.    | У затвору                                  | Благоје                                              |
| 1985.    | Живот је леп                               | Камионџија                                           |
| 1985.    | Дебели и мршави                            | Митар Мирић                                          |
| 1986.    | Мајстор и Шампита                          | Миле Чупић „Мајстор”                                 |
| 1986.    | Друга Жикина династија                     | Живорад „Жика” Павловић                              |
| 1986.    | Бал на води                                | „Џо” Ристић                                          |
| 1986.    | Развод на одређено време                   | Бора                                                 |
| 1986.    | Шмекер                                     | Трамвајџија                                          |
| 1987.    | Хајде да се волимо                         | Возач аутобуса Драгиша                               |
| 1988.    | Сулуде године                              | Живорад „Жика” Павловић                              |
| 1989.    | Масмедиологија на Балкану                  | Живота Цвијовић                                      |
| 1989.    | Доме, слатки доме (серија)                 | Газда кафане „Мустанг”                               |
| 1989.    | Хајде да се волимо 2                       | Драгиша                                              |
| 1990-е ▲ |                                            |                                                      |
| 1990.    | Балканска перестројка                      | Живота Цвијовић                                      |
| 1992.    | Дама која убија                            | Корнелоне                                            |
| 1992.    | Жикина женидба                             | Живорад „Жика” Павловић                              |
| 1993.    | Обрачун у Казино кабареу                   | Дон Корнелоне                                        |